# قيزيق كاليفورني
قيزيق كاليفورني (الاسم العلمي:Cyzicus californicus) (بالإنجليزية: California clam shrimp)‏ هو نوع من الحيوانات يتبع جنس القيزيق من فصيلة القيازق.